# Браун, Шеррод
Ше́ррод Кэ́мпбелл Бра́ун (англ. Sherrod Campbell Brown; род. 9 ноября 1952) — американский политический и государственный деятель, сенатор США от штата Огайо, член Демократической партии.

## Биография
Шеррод Браун окончил Йельский университет (1974) и Университет штата Огайо (1981). В 1975—1983 годах — член Палаты представителей Огайо. В 1983—1991 годах — секретарь штата Огайо. В 1993—2007 годах — член Палаты представителей США.
В 2006 году был избран в Сенат США. 6 ноября 2012 года Браун был переизбран в Сенат, набрав 50,7 % голосов. А затем, в 2018 году, в третий раз был избран сенатором от штата Огайо.

## Ранняя политическая карьера
На последнем курсе колледжа Браун был завербован местным лидером демократов баллотироваться в парламент штата Огайо. Браун был представителем штата Огайо с 1974 по 1982 год. На момент своего избрания в Палату представителей штата Огайо он был самым молодым человеком, избранным в этот орган. В 1982 году Браун баллотировался на пост государственного секретаря штата Огайо, чтобы сменить Энтони Дж. Целебрезе-младшего. Он выиграл предварительные выборы демократов с четырьмя участниками, в которых участвовал Деннис Кусинич, а затем победил республиканца Вирджила Брауна на всеобщих выборах. В 1986 году Браун был переизбран, победив Винсента Кампанеллу. В качестве госсекретаря Браун сосредоточился на работе с регистрацией избирателей. В 1990 году он проиграл переизбрание в ожесточенной кампании против республиканца Боба Тафта, правнука президента Уильяма Говарда Тафта.

## Палата представителей США

### Выборы 1992 года
Подпись Брауна на официальном документе из его кабинета государственного секретаря штата Огайо, 1990 год.
В 1992 году Браун переехал из Мэнсфилда в Лорейн, штат Огайо, и выиграл праймериз Демократической партии за открытое место в 13-м округе Огайо в западных и южных пригородах Кливленда после того, как действующий президент Дон Пиз, занимавший восемь сроков, объявил о своей отставке. Демократический округ дал ему легкую победу над малоизвестной республиканкой Маргарет Р. Мюллер. Он переизбирался шесть раз.

### Срок
Демократы потеряли свое давнее большинство в Палате представителей на выборах 1994 года и оставались в меньшинстве до конца срока полномочий Брауна. Как высокопоставленный член подкомитета по энергетике и торговле, Браун успешно выступал за увеличение финансирования борьбы с туберкулезом.
В 2005 году Браун возглавил усилия демократов по блокированию Центральноамериканского соглашения о свободной торговле (CAFTA). В течение многих месяцев Браун работал кнутом по этому вопросу, обеспечивая голоса демократов «против» и ища союзников-республиканцев. После нескольких задержек Палата представителей наконец проголосовала за CAFTA после полуночи 28 июля 2005 г., приняв его одним голосом.
Браун выступил против поправки к конституции штата Огайо, запрещающей однополые браки. Он также был одним из немногих представителей США, проголосовавших против Закона о защите брака в 1996 году.

### Задания комитета
Браун был высокопоставленным членом меньшинства в подкомитете по здравоохранению Комитета Палаты представителей по энергетике и торговле. Он также работал в Подкомитете по телекоммуникациям и Интернету и в Подкомитете по коммерции, торговле и защите прав потребителей. Работая в Комитете по международным отношениям Палаты представителей. Он также был членом подкомитета по Азии и Тихоокеанскому региону.

## Сенат США

### Выборы

#### 2006
В августе 2005 года Браун объявил, что не будет баллотироваться на место в Сенате Соединенных Штатов, занимаемое действующим республиканцем Майком ДеВином, занимавшим два срока, но в октябре он пересмотрел свое решение. Его заявление было сделано вскоре после того, как демократ Пол Хакетт заявил, что вскоре объявит о своей кандидатуре. 13 февраля 2006 года Хакетт отказался от участия в гонке, почти обеспечив победу Брауна в номинации от Демократической партии. На предварительных выборах 2 мая Браун получил 78,05 % голосов демократов. Его оппонент, Меррилл Сэмюэл Кейзер-младший, получил 21,95 %.
В апреле 2006 года Браун вместе с Джоном Коньерсом подал иск против Джорджа Буша-младшего и других, заявив о нарушениях Конституции при принятии Закона о сокращении дефицита 2005 года. Дело Коньерс против Буша было в конечном итоге прекращено из-за отсутствия правоспособности.
7 ноября 2006 г. Браун победил ДеВайна с 56 % против 44 %.

#### 2012
Браун баллотировался на переизбрание в 2012 году, столкнувшись с оппонентом Джошем Манделем, который в 2010 году победил действующего государственного казначея на 14 очков. Только во втором квартале 2011 года Мандель привлек 2,3 миллиона долларов против 1,5 миллиона долларов Брауна. Вначале Браун пользовался устойчивым лидерством в опросах. Мандель выиграл республиканские предварительные выборы в марте, набрав 63 % голосов.
The Washington Post сообщила, что ни один кандидат на переизбрание (за исключением Барака Обамы) не столкнулся с большей оппозицией со стороны внешних групп в 2012 году, чем Браун. По состоянию на апрель 2012 года более 5,1 миллиона долларов было потрачено на телевизионную рекламу против него, согласно данным, предоставленным сотрудником кампании демократов в Сенате. Торговая палата США потратила 2,7 миллиона долларов. Ассоциация 60 Plus, консервативная группа, выступающая против реформы здравоохранения, потратила еще 1,4 миллиона долларов. Crossroads GPS Карла Роува и «Обеспокоенные женщины за Америку» также вложили значительные средства в гонку. В мае 2012 года Браун провел кампанию с актёром Западного Крыла Мартином Шином.
6 ноября 2012 г. Браун занял свое место, набрав 50,7 % голосов против 44,7 % Манделя. Независимый кандидат Скотт Руперт получил 4,6 % голосов.

###### 2018
В 2018 году Браун был переизбран на третий срок в Сенат, победив представителя США — республиканца Джима Реначчи с разницей в 6,8 балла.

#### 2024
В 2024 году Браун проиграл выборы в Сенат республиканцу Берни Морено с разницей в 3,8%.

### Срок
Убежденный критик свободной торговли, занявший прогрессивную позицию по финансовым вопросам, Браун сказал, что Демократическая партия должна уделять больше внимания прогрессивному популизму.
В марте 2018 года Браун был назначен сопредседателем недавно сформированного Объединенного комитета по пенсионной платежеспособности нескольких работодателей.
11 марта 2020 года, в день, когда ВОЗ объявила COVID-19 пандемией, Браун предложил законопроект, который позволит работникам немедленно получать оплачиваемые больничные, позволяя им оставаться дома и самоизолироваться, если они чувствуют себя плохо или в случае каких-либо общественных чрезвычайная ситуация со здоровьем. Политик отметил, что это может замедлить распространение инфекции среди коллег и раскритиковал республиканцев за блокирование предложения, хотя он сказал, что, по его мнению, Палата представителей примет аналогичный закон.
После того как в декабре 2019 года президенту Дональду Трампу впервые был объявлен импичмент, Браун проголосовал за отстранение его от должности. Во время судебного разбирательства по делу об импичменте в январе 2020 года Браун сказал, что он согласен с тем, что республиканцы приводят свидетелей для дачи показаний, если они допускают показания таких свидетелей, как Джон Болтон.
В январе 2020 года Браун призвал своих коллег из Сената утвердить закон, который улучшит регулирование EPA в отношении перфторалкильных и полифторалкильных веществ.
В феврале 2020 года Браун и другие демократы в палате проголосовали за блокирование двух законодательных актов, направленных против абортов: Закона о защите переживших аборт и Закона о защите нерожденных детей, способных испытывать боль. В том же месяце Браун представил Сенату Закон об инвестициях в дома по соседству.

### Задания комитета (117-й Конгресс)
- Комитет по сельскому хозяйству, питанию и лесному хозяйству
- Комитет по банковским, жилищным и городским делам (председатель)
  - Как председатель всего комитета, Браун по должности является членом всех подкомитетов.
- Комитет по финансам
- Комитет по делам ветеранов